# كشف الحجاب في إيران

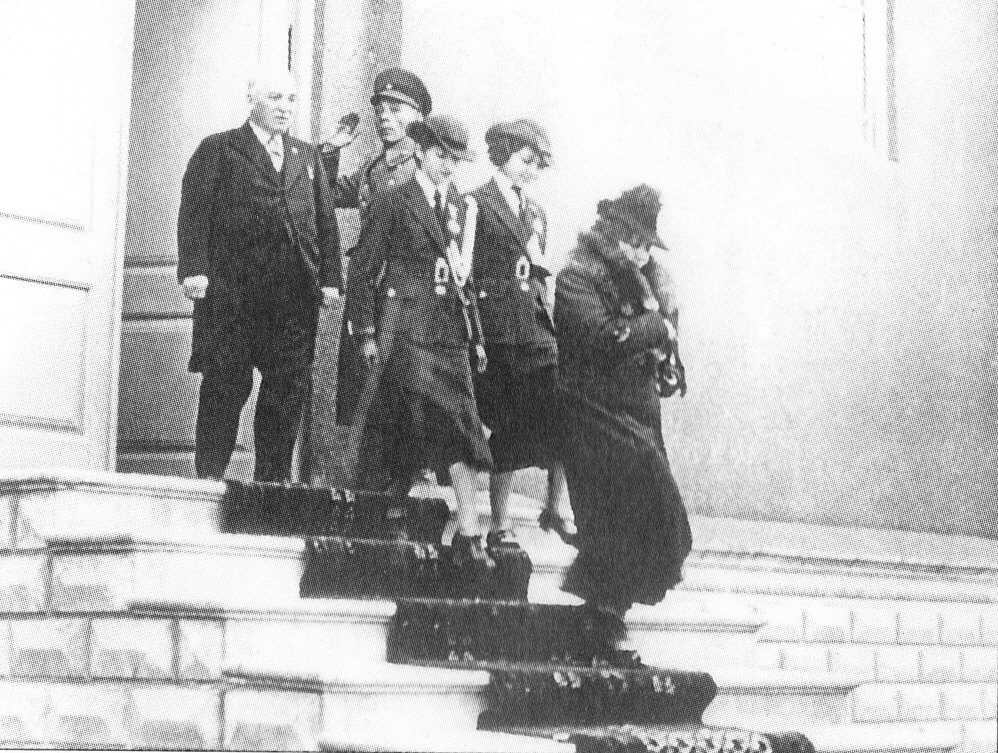
شاه رضا بهلوي، زوجته تاج الملوك بهلوي وبناتهما، 8 يناير 1936

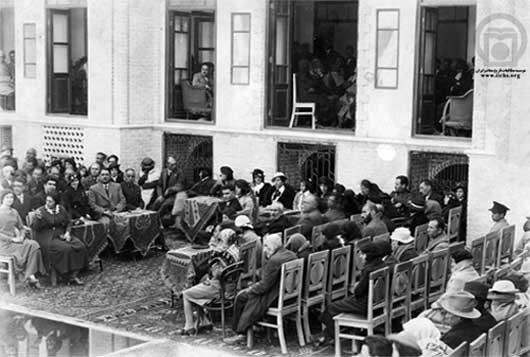
كشف الحجاب في قم

كشف الحجاب في إيران أو نزع الحجاب في إيران (بالفارسية: کشف حجاب در ایران) تشير إلی حقبة في تاريخ إيران وهو قانون تم التصويت عليه في ظل حكومة محمد علي فروغي ثم محمود جام، بناء على اقتراح من شاه إيران رضا شاه. في 8 يناير 1936، أصدر الشاه رضا شاه مرسوماً يَحظر كل الحجاب (الحجاب ووشاح والشادور) بشكل مفاجئ وسريع وقوي. كما حظرت الحكومة العديد من أنواع الملابس التقليدية للذكور، مدعية أن «الغربيين الآن لن يضحكوا علينا». وضمّت الحكومة هذا الاجراء في تطور برنامج حقوق المرأة من التغريب والتحديث في المجتمع.
وتعرّض هذا القانون لانتقادات كثيرة من قبل علماء الدين الإيرانيين وكذلك الشعب الإيراني المتدينين وربّما يعتبر الموضوع الأكثر إثارة للجدل في فترة حكومة رضا شاه في إيران. تُعتبر اليوم هذه الظاهرة (كشف الحجاب) في إيران انتهاكا للحرّية وكرامة المرأة المسلمة، واستفزازا وجريمة ضد الإسلام.

## تمهيد الأرضية

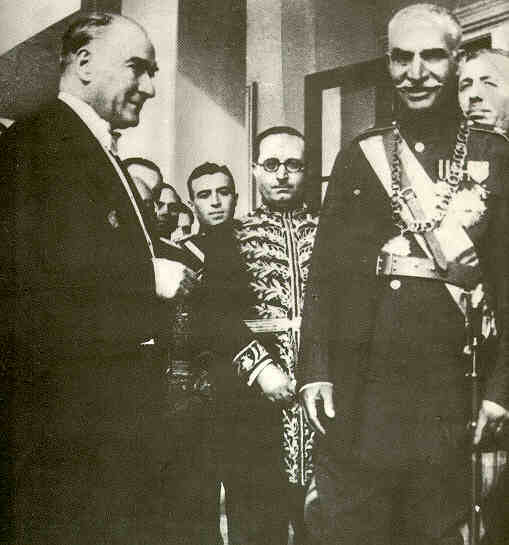
رضا شاه ومصطفى كمال أتاتورك في 16 يونيو 1934

### سياسة تغيير الملابس
سياسة «تغيير الملابس» كانت واحدة من السياسات الثقافية لرضا شاه وأعقب مرارا وتكرارا بضع سنوات بعد توطيد السلطة. تمّ تصويت قانون «اتحاد ملابس الإيرانيين داخل البلاد»، في 31 ديسمبر 1928 في مجلس الشوری الوطني آنذاك. ووفقا للقرار، «باستثناء بعض رجال الدين، لا بد لجميع المواطنين الذكور الإيرانيين في داخل البلاد أن يرتدو الملابس الموحدة.» والباقي من هذا القانون ينصّ على أن المخالفين للقانون يحكم عليهم الغرامات وإنفاذ القانون سوف تبدأ في فروردين 1308 (مارس 1929).

### رحلة رضا خان إلى تركيا
ووفقا للمؤرخين زيارة رضا شاه لتركيا في 1934، كانت مؤثرة علی موقفه بالنسبة لتخلّف الإيرانيين من الأتراك وجعلته عازما علی تنفيذ «كشف الحجاب». كما أشار صدر الأشراف في ذكرياته علی تأثير رحلة تركيا علی رضا شاه حيث كتب: «وبعد رحلته إلی تركيا كان رضا شاه في كثير من الأحيان وضمن إشارة إلى التقدم السريع في تركيا يشجّع ويتحدّث عن كشف حجاب النساء وحريتهنّ.» فبعد عودته من تركيا حاول رضا شاه على الفور بتنفيذ وتطبيق ما تعلّمَه من نظيره التركي.
في فترة ما بين 1313-1314 هـ.ش تم تنفيذ التدابير الترويجية من أجل تهيئة الرأي العام لكشف الحجاب. فتم عقد العديد من المهرجانات والاجتماعات في هذا الصدد في طهران ومدن أخرى. وسعيا لتحقيق هذه السياسة، أمرت وزارة التربية والتعليم المدارس في البلاد بعقد مراسيم الاحتفال والفرح والمحاضرات بدون الحجاب. كما نشرت الصحف مقالات تنتقد الحجاب.

## قانون كشف الحجاب

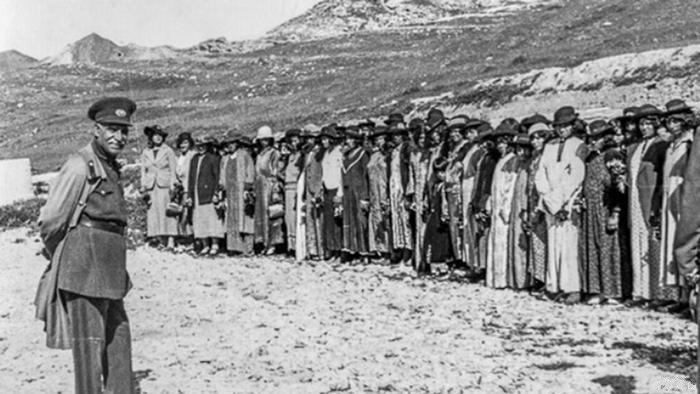
رضا شاه بين نساء قومية لور بعد تنفيذ قانون كشف الحجاب

تمّ إصدار أمر كشف الحجاب في 8 يونيو 1936. في هذا اليوم، عقد احتفال من قبل علي اصغر حكمت في المَعلَم الابتدائي بحضور رضا شاه. وحضر في الاحتفال زوجة وابنة الملك ومجموعة من زوجات الوزراء والمحامين بدون الحجاب. شجع الملك ضمن خطابه جميع النساء إلى التوقف عن استخدام الحجاب. من هذا التاريخ فصاعدا تم إعلان حظر استخدام الشادور أو الحجاب باستثناء القبعات الأوروبية. لم يكن يُسمح للنساء المحجّبات من دخول الشوارع أو استخدام المركبات. كما لم يسمح لأصحاب المحال التجارية لبيع السلع للنساء المحجبات. والنساء التي كنّ يحضرن مع الحجاب في الأماكن العامة كنّ يواجهن الهجوم والتدنيس من قبل الشرطة.

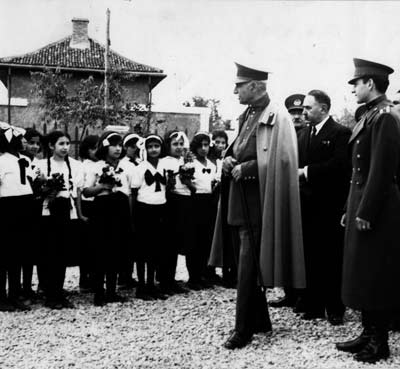
زيارة رضا شاه ومحمد رضا بهلوي (ولي العهد) عن صفوف الطلاب في مازندران

### إنفاذ القانون
ومن أجل تنفيذ هذا المرسوم، أمرت الشرطة بإزالة الحجاب جسديا من أي امرأة كانت ترتديها علنا. وتعرضت النساء للضرب، وتمزق حجابهن وشادراتهن، وتفتيش منازلهن بالقوة. سمح لضباط الشرطة ملاحقة النساء المحجبات ودخول بيوتهنّ وتفتيش صناديق الملابس، وإذا وجدوا الشادور يجلبوه كالغنيمة أو يمزقوه. وأمرت وزارة التربية والتعليم أيضا بأنه يجب كشف الحجاب عن المعلمين والطلاب في جميع مدارس البنات وإلا لا يمكن دخولهنّ في المدارس. وصدرت أوامر لجميع حكام الاقاليم أيضا لرفض قبول النساء المحجبات اللاتي يأتين إلی الدوائر. لكن في المقابل كانت الشرطة مسؤولة عن أمن النساء غير المحجبات والتجنب من أي نوع من عدم الاحترام تجاههنّ.
أعمال كشف الحجاب في المدن الدينية كانت مرافقة مع المزيد من المشاكل. علی سبيل المثال في مدينة قم هدّدت المدرسات بالاستقالة. وكذلك العديد من سكان المدينة بسبب نشر الأنباء عن كشف الحجاب كانوا يمنعون الفتيات للذهاب إلى المدرسة. وتمّ تثبيت الإعلانات من قبل الشعب ضد كشف الحجاب على جدران المدينة. في مدينة مشهد كانت المرآئيب الموجودة في المدينة ملزمة بعدم ركب النساء المحجبات.
حتى تنازل رضا شاه في عام 1941، اختار العديد من النساء ببساطة البقاء في منازلهن وعدم مغادرتها لتجنب مثل هذه المواجهات المحرجة. وحدث تصعيد أكبر بكثير من العنف في صيف عام 1935 عندما أمر رضا شاه جميع الرجال لارتداء قبعات الرامي على الطراز الأوروبي، الذي كان بامتياز الغربية. وأثار ذلك مظاهرات غير عنيفة واسعة النطاق في تموز/يوليو في مدينة مشهد، وقمعها الجيش بوحشية، مما أسفر عن مقتل أكثر من 1600 شخص (بمن فيهم النساء والأطفال).

## ردود أفعال
بدأ أول رد فعل جادّ لرجال الدين ضد كشف الحجاب من مدينة شيراز. في حفل عقد في مدرسة شابور وحضره وزير التربية والتعليم «حكمت». في هذا الاحتفال ظهر بعض من الفتيات الصغيرات على الساحة وفجأة كشفن عن حجابهن وبدأن يرقصن. دفع هذا الحادث حتى احتجاج بعض المشاركين في الاجتماع. في اليوم التالي، عقد اجتماعا في مسجد الوكيل في شيراز بواسطة السيد حسام الدين فال أسيري. هو في هذا الاجتماع قام بانتقاد أداء النظام وحذّر الشعب لرعاية مؤامرات النظام. وبعد هذا الخطاب تمّ اعتقاله على الفور وأرسل إلى السجن.
وقد أعلن بعض رجال الدين الإيرانيين احتجاجاتهم علی قانون كشف الحجاب، مثل آية الله السيد ابوالقاسم كاشاني والحاج السيد محمود إمام جمعة طهران آنذاك والسيد أبوالحسن طالقاني الذي اعتقل مرارا بسبب اعتراضه علی هذا القانون وكذلك ابنه السيد محمود طالقاني والذي تم اعتقاله بسبب الاحتجاج علی هذا القانون.

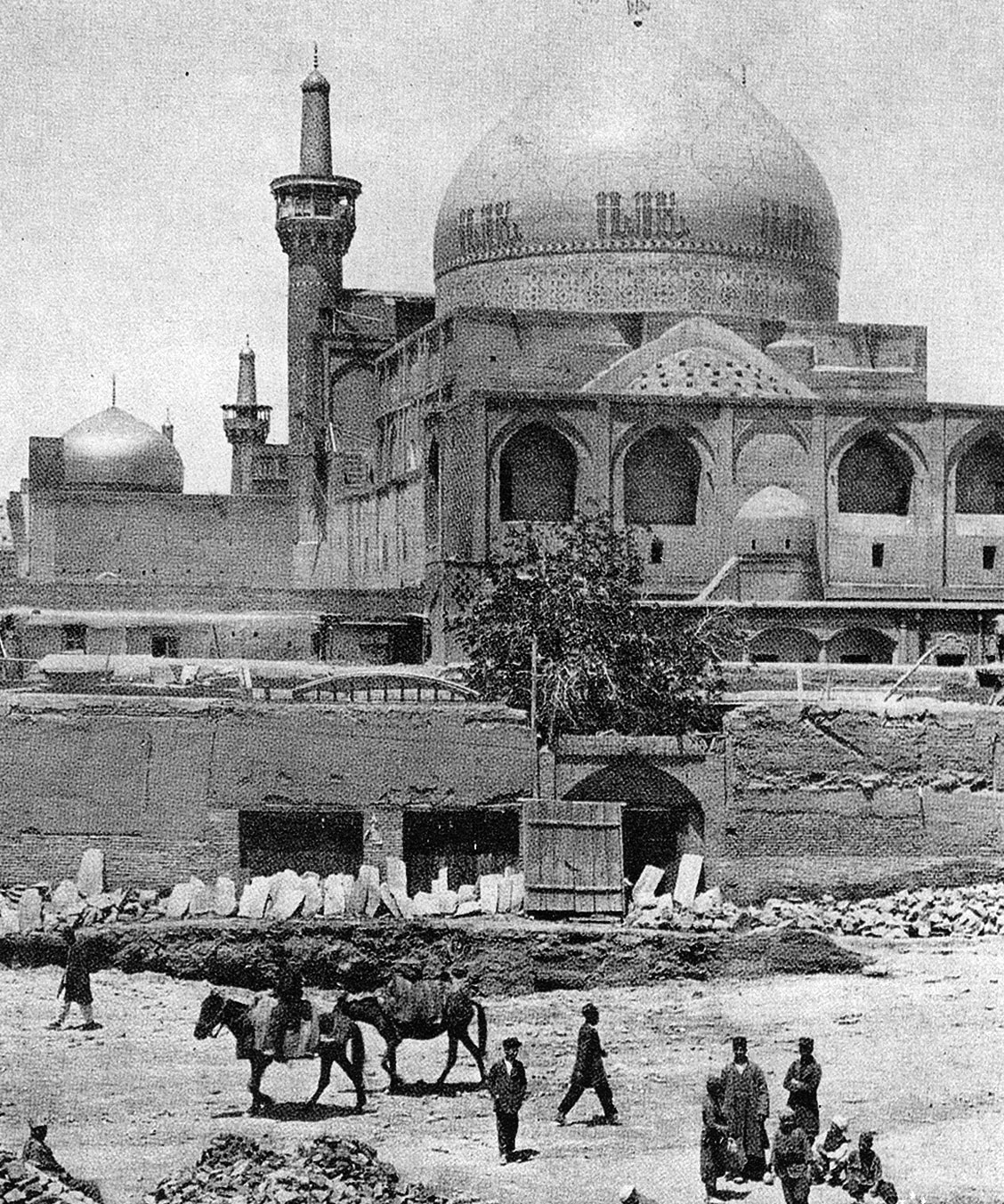
صورة تاريخية لمسجد كوهرشاد في مدية مشهد

### حادثة مسجد كوهرشاد
حادثة مسجد كوهرشاد وقعت في يونيو 1935 مـ عقب تجمع الناس في مسجد كوهرشاد بمدينة مشهد احتجاجا على قانون تغيير الملابس والتي سحقت بشدة من قبل القوات الحكومية البهلوية. واجه قانون تغيير الملابس في زمن حكومة رضا شاه احتجاجا واسعا من قبل رجال الدين. فتجمّع علماء الدين في مشهد في بيت آية الله يونس أردبيلي وقرروا إرسال وفد للتفاوض مع رضا شاه واختاروا آية الله السيد حسين الطباطبائي القمي كممثّل لهم. ذهب آية الله الطباطبائي القمي إلی طهران وبعد دخوله حديقة سراج الملك، وتمّ محاصرة الحديقة من قبل القوات الحكومية وأصبح آية الله الطباطبائي القمي تحت سيطرة السلطات وتمّ اعتقاله.". وطلب رجالُ الدين عبر إعلانات في مشهد، أن يقوموا باعتصام في مسجد كوهرشاد احتجاجا على السياسات الدينية والاجتماعية والقيود المفروضة على آية الله القمي. والتحق علماء الدين أنفسهم إلی الاعتصام وألقوا خطابات للناس حول القضايا الجارية في البلاد. عقب تجمع الناس في المسجد وإلقاء الخطابات من قبل مختلف رجال الدين، حاصر القوات الحكومية أطراف الحضرة الرضوية والتي يقع مسجد كوهرشاد داخلها وطلبوا من الناس أن يتفرقوا ويتركوا الاعتصام. لكن لم يترك الناس الاعتصام وكانوا مجتمعين في المسجد جنبا إلى جنب رجال الدين. وأخيرا تم إصدار أوامر للقبض علی الذين قد حرّضوا الناس علی هذا الاحتجاج وقامت القوات الحكومية بإغلاق أبواب الحضرة الرضوية واطلاق النار على الناس. يذكر أن أكثر من 1600 شخصا قتلوا في هذه الحادثة.

## إلغاء قانون كشف الحجاب
بعد وصول محمد رضا بهلوي إلي الحكم عام 1940، ظهرت مجموعة من النساء بالشادور في الأماكن العامة احتجاجا لقانون كشف الحجاب، لكن لم تقم القوات الحكومية بقمعهنّ. وفي سبتمبر من العام نفسه، كتب أية الله أبوالقاسم الكاشاني رسالة إلى رئيس الوزراء يريد عبرها تخفيف الضغط على النساء المحجبات. وفي عام 1943 كتب آية الله السيد حسين الطباطبائي القمي رسالة إلى الملك الجديد وطلب منه إلغاء قانون «كشف الحجاب إلزامي». وأخيرا، وبعد معارضة العلماء ومقاومة الشعب، تم إلغاء قانون كشف الحجاب. كذلك صدرت فتاوي آية الله حسين البروجردي وآية الله محمد تقي الخوانساري في تلك الأيام التي تشير إلی فرض الحجاب وحظر السفور وشجع الناس على ارتداء الحجاب من الناحية الثقافية والدينية.

## تذكار
أقيم معرض «كشف الحجاب بداية الغزو الثقافي» في طهران والذي بدأ لإجراءات حكومة الشاه رضا بهلوي في ثلاثينيات القرن الماضي في نزع حجاب المرأة الإيرانية. وخرج المعرض للعلن وثائق ومستندات لأول مرة توضح الأساليب التي انتهجت لدفع الإيرانيين رجالا ونساء بالقوة لتغيير طرق لباسهم والتوجه نحو الطراز الغربي. إن المعروضات تشتمل على مستندات تاريخية وقرارات إدارية وتقارير حكومية تكشف عن فترة قاسية من تاريخ الحياة العامة في إيران.
وقد شارك يهود ومسيحيون وزرادشتيون وقدّموا في المعرض أبحاثا حول لباس المرأة والعفة في الأديان المختلفة.
وتظهر تماثيل ومجمسات على مساحة المعرض، الطرق التي كانت تتبع في نزع حجاب النساء في الشوارع والأسواق على أيدي رجال الشرطة.